# Pré-Alpes de Belluno
Os Pré-Alpes de Belluno (em italiano:  Prealpi Bellunes) são um maciço montanhoso que se encontram na província de Vicenza e na  província de Belluno, da qual conservou o nome, na  Itália. O ponto mais alto é o Cima XII com 2.472 m que é ao mesmo tempo o dos Pré-Alpes Vénetos aos quais pertence.

## Localização
Os Pré-Alpes de Belluno têm a Norte e a Nordeste os Alpes Cárnicos dos Alpes Cárnicos e de Gail, a Oeste os Pré-Alpes de Vicenza da sua secção e a Noroeste os Alpes Dolomíticos com  as Dolomitas de Fiemme, as Dolomitas de Feltre e de Pale de São Martinho, e as Dolomitas de Zoldo.

## SOIUSA
A Subdivisão Orográfica Internacional Unificada do Sistema Alpino (SOIUSA) dividiu os Alpes em duas grandes Partes: Alpes Ocidentais e Alpes Orientais, separados pela linha formada pelo  Rio Reno - Passo de Spluga - Lago de Como - Lago de Lecco.
A secção das Pré-Alpes Vénetos é formada pelos Pré-Alpes de Vicenza, e os Pré-Alpes de Belluno.

### Classificação  SOIUSA
Segundo a SOIUSA este acidente geográfico é uma Sub-secção alpina com as seguintes características:
- Parte = Alpes Orientais
- Grande sector alpino = Alpes Orientais-Sul
- Secção alpina = Pré-Alpes Vénetos
- Sub-secção alpina =  Pré-Alpes de Belluno
- Código = II/C-32.II